# في مطبخ الليل
في مطبخ الليل (بالإنجليزية: In the Night Kitchen)‏ هو كتاب مصور للأطفال شائع ومثير للجدل، كتبه ورسمه موريس سينداك، ونُشر لأول مرة في عام 1970. يصور الكتاب رحلة أحلام صبي صغير عبر مطبخ خباز سريالي حيث يساعد في صنع كعكة لتكون جاهز بحلول الصباح. وصف سينداك مطعم «في مطبخ الليل» (In the Night Kitchen) بأنه جزء من ثلاثة اجزاء من الكتب تعتمد على التطور النفسي من طفل صغير في كتاب«في مطبخ الليل»(In the Night Kitchen) إلى مرحلة ماقبل المدرسة في كتاب «حيث تكون الأشياء البرية» (Where the Wild Things Are) إلى مرحلة ماقبل المراهقة في كتاب«في الخارج هناك»(Outside Over There). حصل على شرف كالديكوت في عام 1971. تم تعديله إلى فيلم رسوم متحركة قصير مدته خمس دقائق في 1 يناير 1987 بواسطة جين ديتش.